# Ricardo Salas Edwards
Ricardo Salas Edwards (* Copiapó, el 9 de junio de 1870 - +Santiago, el 6 de junio de 1939. Fue un abogado y político conservador chileno.

## Primeros años de vida
Hijo de don José Rafael Salas Errázuriz y Ventura Edwards Garriga. Educado en el Colegio San Ignacio (1881-1886); luego ingresó a la Facultad de Derecho de la Universidad de Chile, jurando como abogado el 11 de julio de 1892.
Fue casado con Elena González Edwards. 

### Actividades Públicas
- Militante del Partido Conservador, desde 1887.
- Subsecretario del Ministerio del Interior (1891-1892).
- Secretario de la Legación de Chile en Londres y París (1892).
- Editor del diario "La Unión" de Valparaíso y fundador del "Diario Ilustrado" (1893).
- Redactor de la revista "Artes y Letras" y director de la revista "Estudios" (1894).
- Inspector de Consulados de la República de Chile en Europa (1895-1898).
- Redactor del proyecto de reforma del reglamento consular (1901-1902).
- Ministro de Relaciones Exteriores, Culto y Colonización (1906-[1907]), bajo la presidencia de Germán Riesco.
- Ministro de Hacienda (1913-1914), bajo la administración de Ramón Barros Luco.
- Ministro subrogante de Justicia (noviembre de 1913).
- Diputado por Concepción y Lautaro (1915-1918); integró la comisión permanente de Hacienda, de la cual fue presidente.
- Ministro de Hacienda (1917-1918), en el gobierno de Juan Luis Sanfuentes.
- Delegado de la Asociación de Productores de Salitre (1930) y defensor de la Compañía Salitrera Chilena, COSACH (1931).
- Diputado por San Carlos, Chillán, Bulnes y Yungay (1930-1934); figuró en la comisión permanente de Hacienda, de este denominado "Congreso Termal", designado por la administración de Carlos Ibáñez del Campo.

El movimiento revolucionario que estalló el 4 de junio de 1932, decretó el día 6, la disolución del Congreso Nacional, dando por finalizada la Legislatura conocida como Congreso Termal, procediendo a dar inicio a una República Socialista presidida por el diplomático, Carlos Dávila; el comodoro del aire, Marmaduque Grove y el parlamentario Eugenio Matte, que se toman el poder por la vía armada. Sin embargo, este período de anarquía en Chile será breve, ya que en noviembre de 1932 se restablecía la institucionalidad con la segunda presidencia de Arturo Alessandri Palma.

- Comisionado Oficial de Chile para tratar el problema del salitre en Nueva York, Estados Unidos (1932).
- Empresario vitivinícola, propietario de la Viña Tarapacá, ex Zavala, en el Llano del Maipo, desde 1934.
- Socio del Club de La Unión y miembro de la Academia Chilena de la Historia.
- Autor de algunos libros, numerosos folletos y estudios económicos.